# Córrego do Bom Jesus
Córrego do Bom Jesus este un oraș în unitatea federativă Minas Gerais (MG), Brazilia.